# Enivere
Enivere (Duits: Enniwere of Sternberg) is een plaats in de Estlandse gemeente Lääne-Nigula, provincie Läänemaa. De plaats heeft de status van dorp (Estisch: küla).
Tot in oktober 2017 viel Enivere onder de gemeente Martna. In die maand werd Martna bij de fusiegemeente Lääne-Nigula gevoegd.

## Bevolking
Het dorp had 1 inwoner op 31 december 2011 en 3 inwoners op 31 december 2021.

## Ligging
Het dorp ligt ten zuiden van Martna, de vroegere hoofdplaats van de gemeente Martna. De rivier Rannamõisa loopt langs de westgrens van het dorp.

## Geschiedenis
Enivere dankt zijn Duitse naam Sternberg aan de familie von Ungern-Sternberg, de eigenaars van het landgoed Klein-Lechtigall (Väike-Lähtru). Van dat landgoed werd Sternberg rond 1790 afgesplitst. In 1868 werd het landgoed Sternberg omgezet in een ‘Landstelle’, een kleiner landgoed, waarvan de eigenaar geen zitting had in de Landdag. De laatste eigenaar voordat het landgoed in 1919 door het onafhankelijk geworden Estland werd onteigend, was Leo graaf von Buxhöveden.
Tussen 1977 en 1997 hoorde Enivere bij Martna. Toen het weer een zelfstandig dorp werd, bleef de historische kern onder Martna vallen.